# Große Straße (Flensburg)

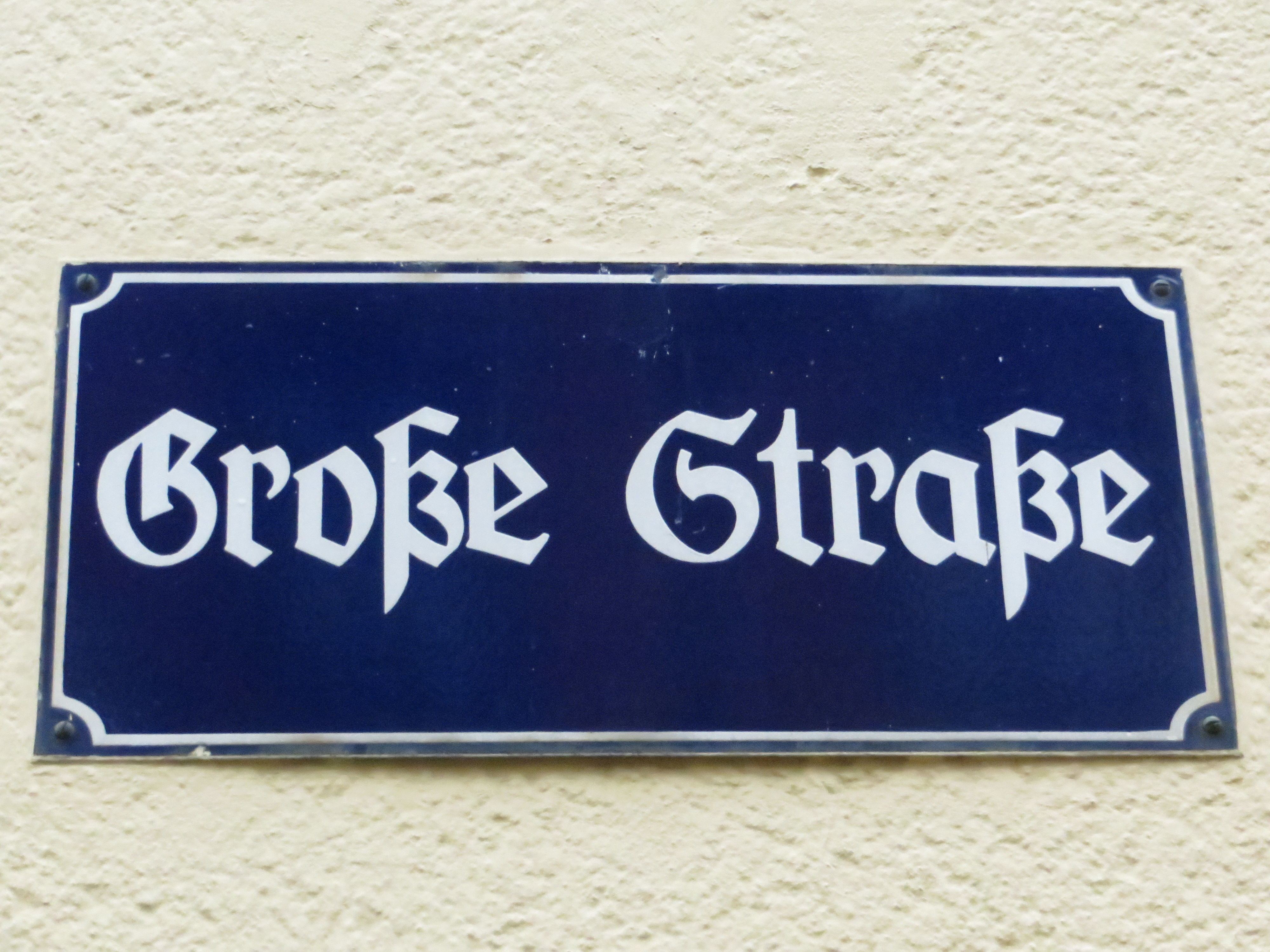
Das Straßenschild der Großen Straße unterscheidet sich durch seine Frakturschrift von den übrigen Straßenschildern in der Innenstadt.

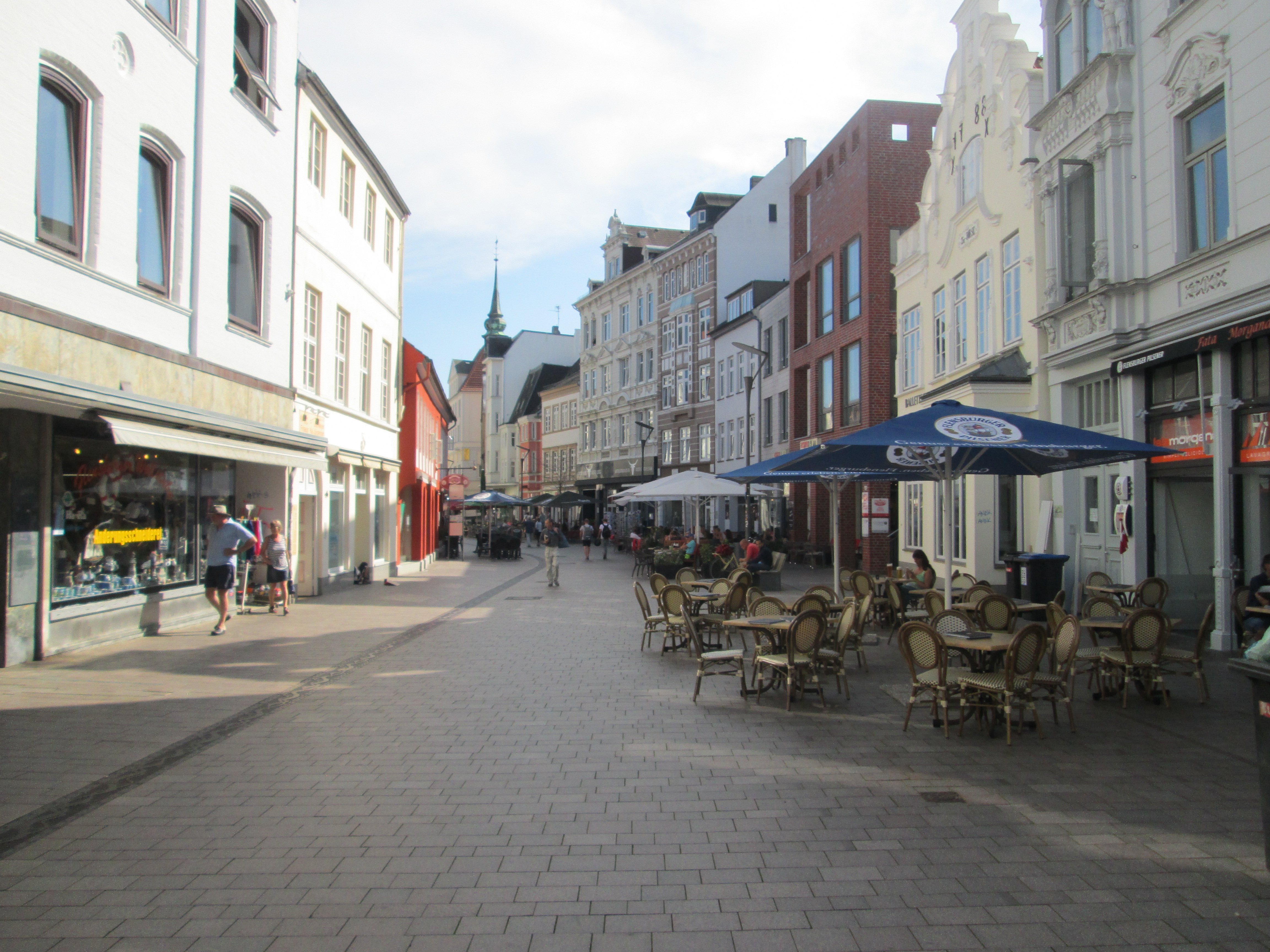
Die Große Straße mit Blick nach Süden. Der Turm gehört der Heiliggeistkirche. (2016)

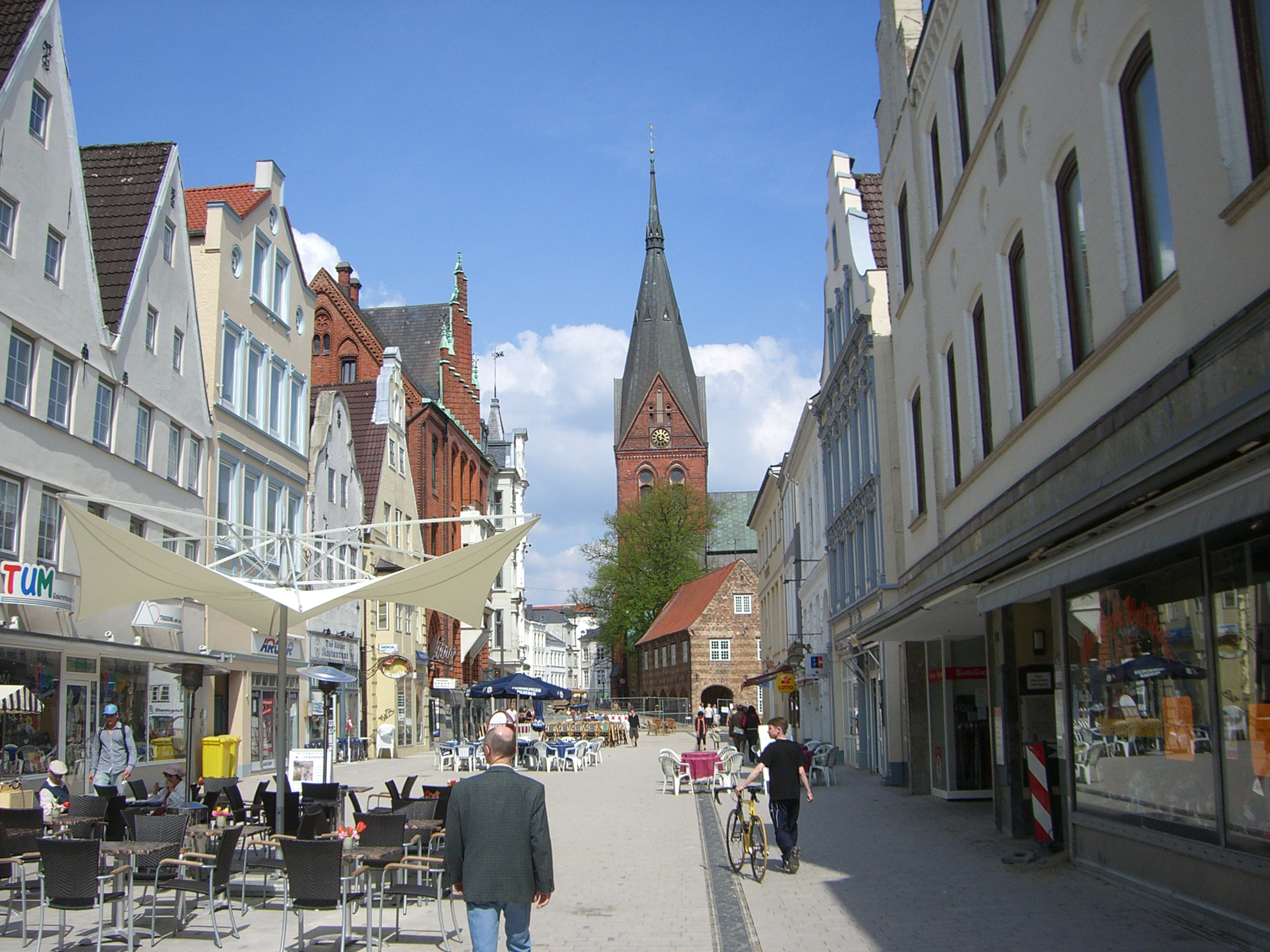
Die Große Straße mit Blick nach Norden. Am Ende liegt die Marienkirche (2008).

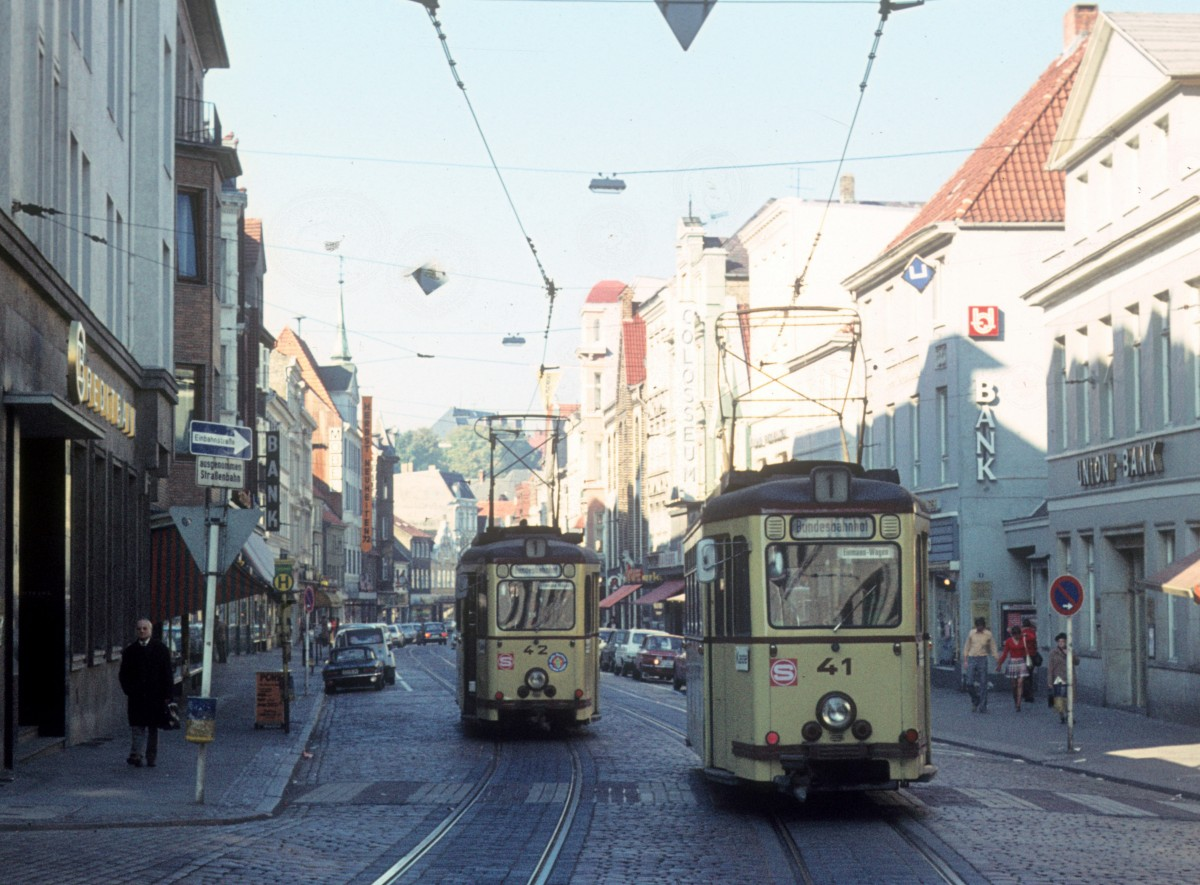
Straßenbahnen, wie sie am 8. Oktober 1972 über die Große Straße fuhren

Die Große Straße (dänisch Storegade) in Flensburg ist eine Einkaufsstraße im Zentrum der Stadt, die den Verlauf des Holms nach Norden bis zum Nordermarkt fortführt.

## Geschichte

### Entstehung der Großen Straße
Die Straße war ursprünglich Teil der Herscopstrate (hochdeutsch: Herrschaftsstraße — im Sinne von: „Straße des Landesherren“), die Hauptstraße Flensburgs, die nördlich vom Südermarkt begann und bis zum Nordertor reichte. Die besagte „Herscopstrate“ wurde irgendwann später auch „Große Straße“ genannt. Seit wann genau ist unklar. Jedoch belegt ist der Straßenname „Große Straße“ zumindest seit dem Jahr 1803. Zur Mitte des 19. Jahrhunderts hin wurde die Herscopstrate in die heute noch existierenden einzelnen Straßen: Holm, Große Straße und Norderstraße aufgeteilt. Die „Große Straße“ besteht seit dem Jahr 1847 in ihrer heutigen Ausdehnung, von der Rathausstraße bis zum Nordermarkt. In dem im selben Jahr erschienenen ersten Adressbuch Flensburgs sind die drei besagten Straßen schon zu finden.
Im Jahr 1881 wurden die Hausnummern der Stadt, die zuvor auf eine durchgehende Zählweise aller Häuser in sämtlichen Straßen beruhte, umgestellt. Die Häuser wurden je Straße neu durchnummeriert. Das Alte Rathaus Flensburgs konnte die Hausnummer 1 behalten, da sie der alten Nummer entsprach. Mit der Neunummerierung der Straßen erfolgte am 15. März 1881 auch die offizielle Bestätigung des Straßennamens „Großen Straße“.

### Groschen-Seite und 5-Pfennig-Seite
Auf der Ostseite der Straße, zum Flensburger Hafen hin, entstanden seit dem Mittelalter große Kaufmannshöfe. Kaufleute und Handelsherren bevorzugten diese Seite der Straße wegen der verkehrsgünstigeren Lage. Sie errichteten dort Lager- und Packhäuser. Die Hofenden dieser Kaufmannshöfe wurden im 18. und 19. Jahrhundert mit Gartenanlagen versehen, die an der Straße Norderhofenden lagen. Diese Gartenanlagen wurden später aufgegeben und sind heute bebaut. Auf der Westseite, dem Hafen abgewandt, entstanden am dortigen stark abfallenden Hangbereich nur kleinere Höfe. Dort ließen sich überwiegend Handwerker, Fuhrleute und kleinere Gewerbetreibende nieder. Diese weniger reiche Seite erhielt den Namen „5-Pfennig-Seite“, da sie nur wenige Pfennige Wert war und die Ostseite, den Namen „Groschen-Seite“, da sie doppelt so teuer war, nämlich einen ganzen Groschen.

### Die Straße seit dem 20. Jahrhundert
Zu Beginn des 20. Jahrhunderts wurde die Flensburger Straßenbahn eingerichtet, die bis Anfang der 1970er Jahre auch entlang der Großen Straße fuhr. Anfang der 1970er Jahre wurde die Große Straße, wie auch der Holm, zur Fußgängerzone umgestaltet. In den Jahren 2007/2008 wurden die beiden Straßen Holm und Große Straße umfassend saniert und neu gestaltet. Beide Straßen erhielten eine neue Bepflasterung aus wetterbeständigen chinesischen Granit aus der Provinz Shandong. Des Weiteren wurden zeitgleich die Bänke und Lampen der beiden Straßen ersetzt. Ein Brunnen aus runden Betonwannen, der sich zuvor im Fußgängerzonenbereich der Großen Straße befand, wurde offenbar ebenfalls in dieser Zeit entfernt.
Seit 2015 ist eine Sanierung verschiedener Hinterhöfe der Großen Straße geplant. Damit soll auch neuer Wohnraum geschaffen werden, den die Stadt Flensburg benötigt.

## Besondere Gebäude

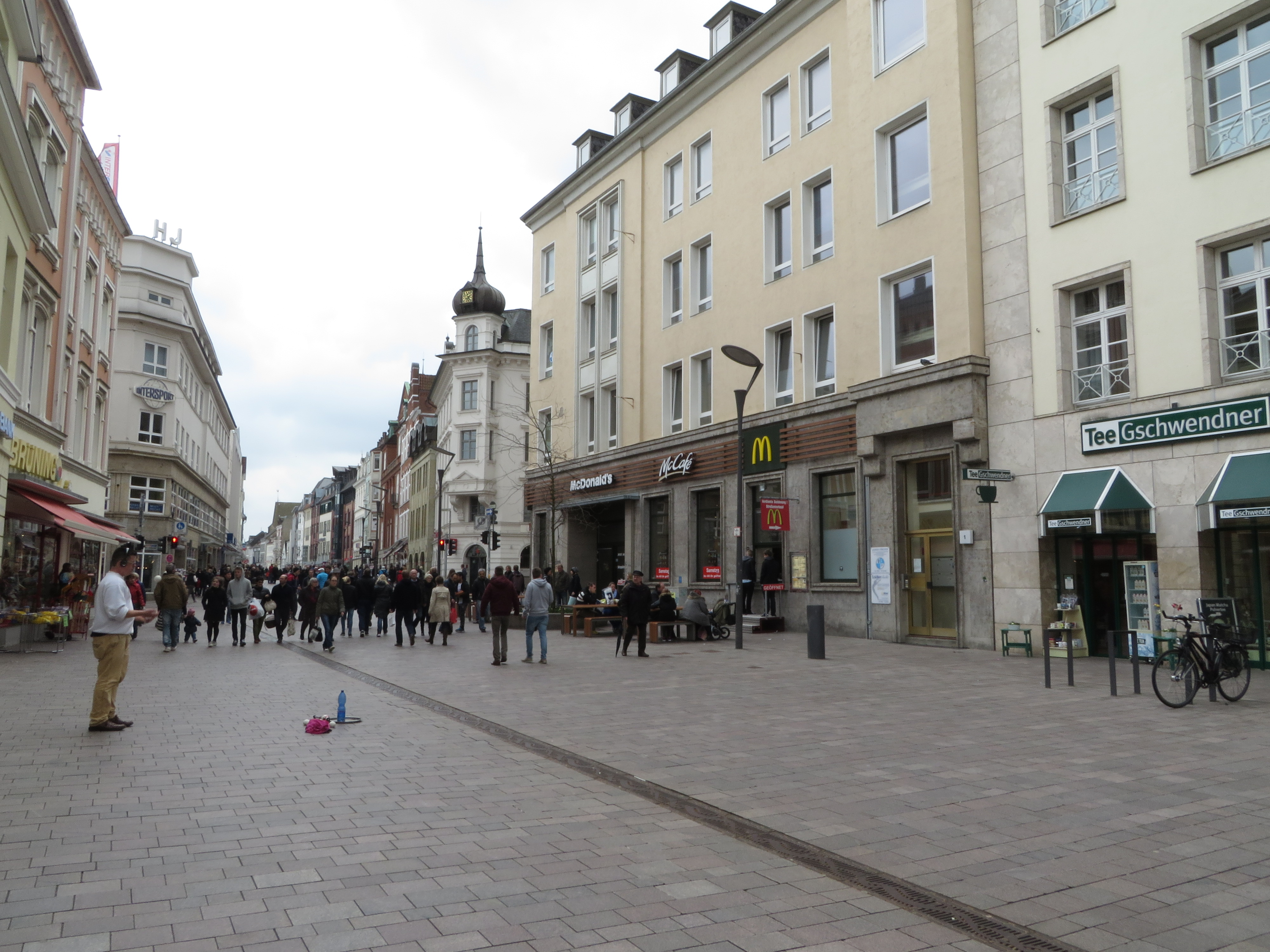
Der Anfang der Großen Straße beim Thingplatz

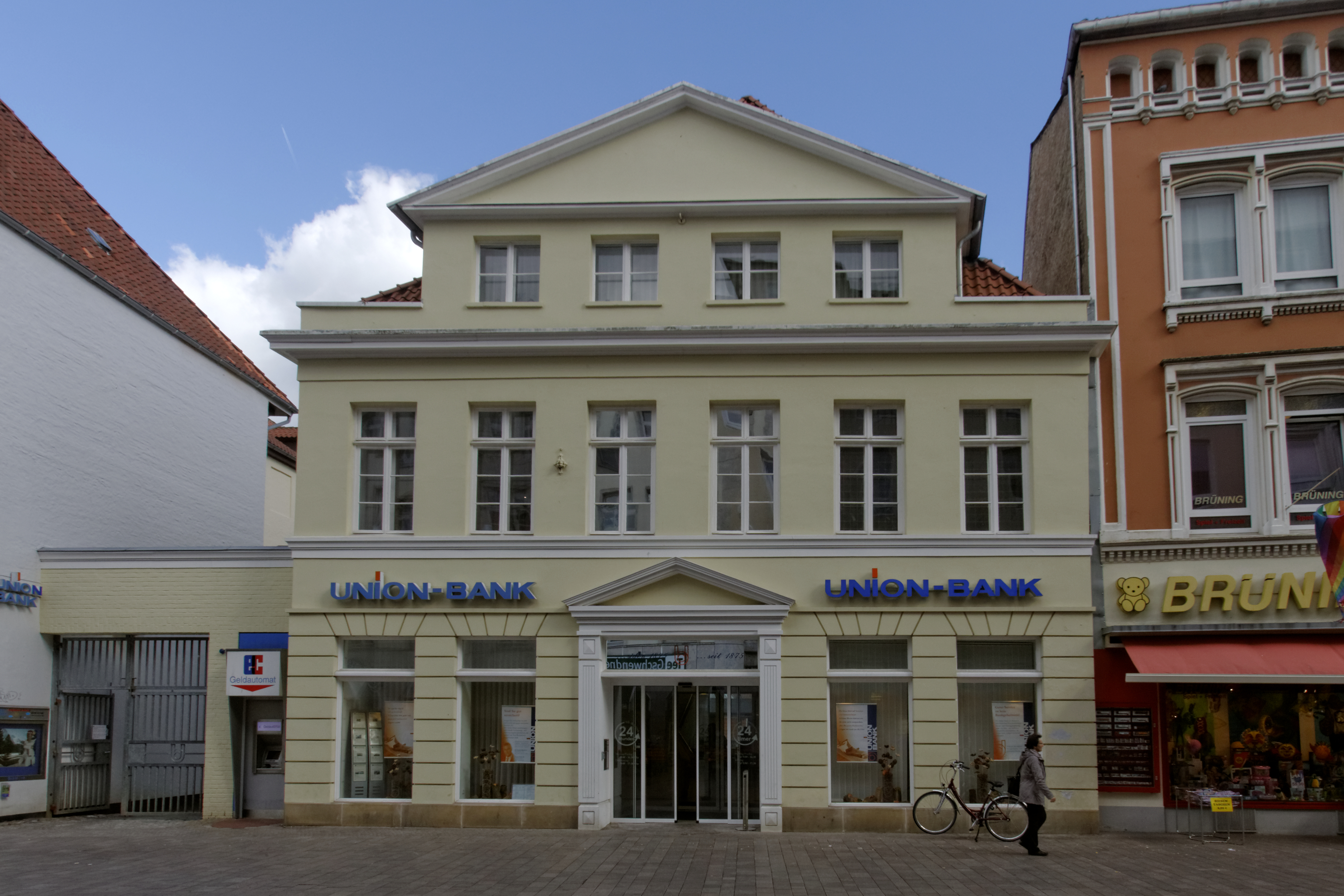
Die Union-Bank in der Großen Straße 2

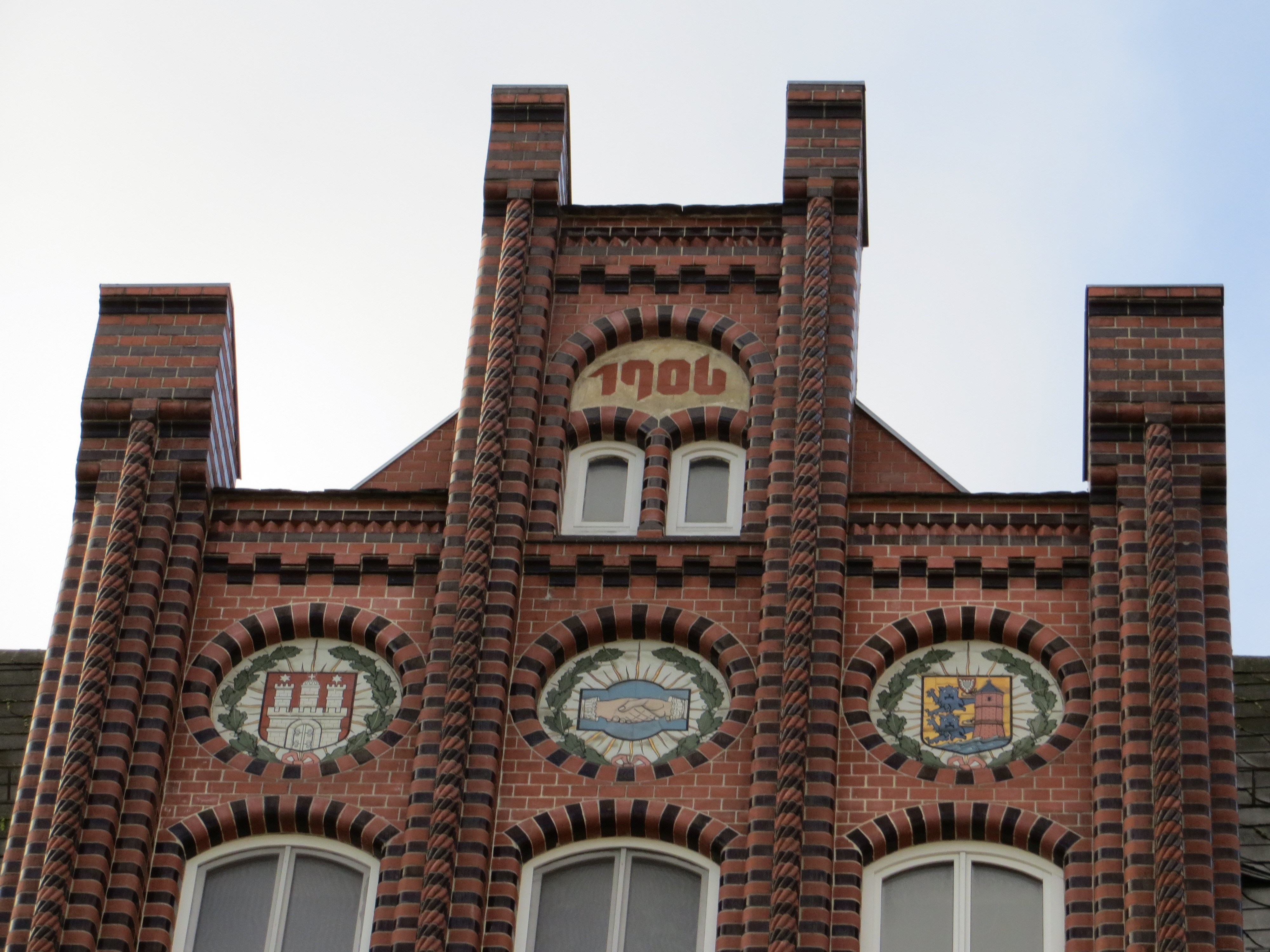
Giebel vom Gewerkschaftshaus in der Großen Straße 21/23

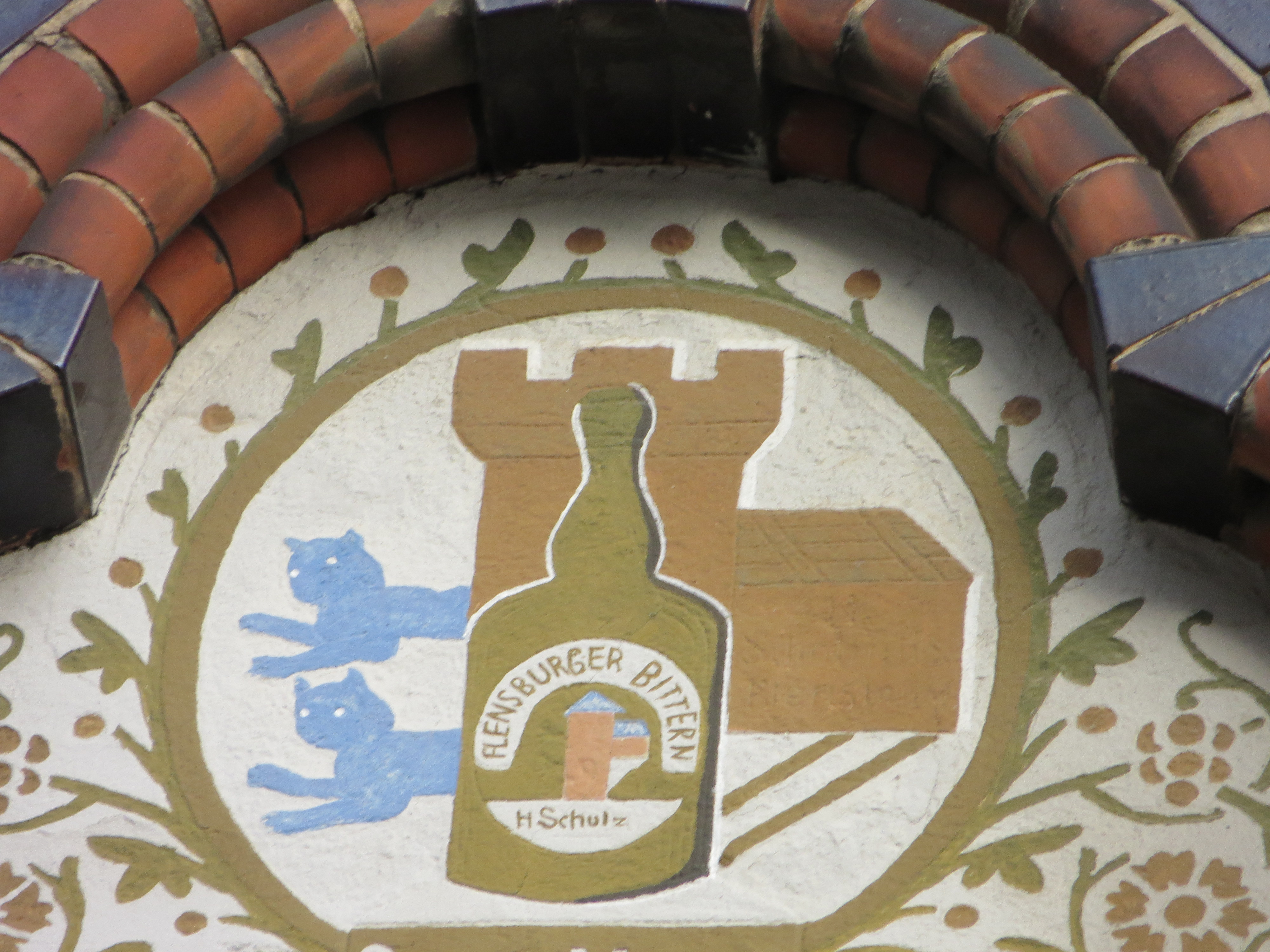
„Flaschen-Wappen“ am Haus Große Straße 36

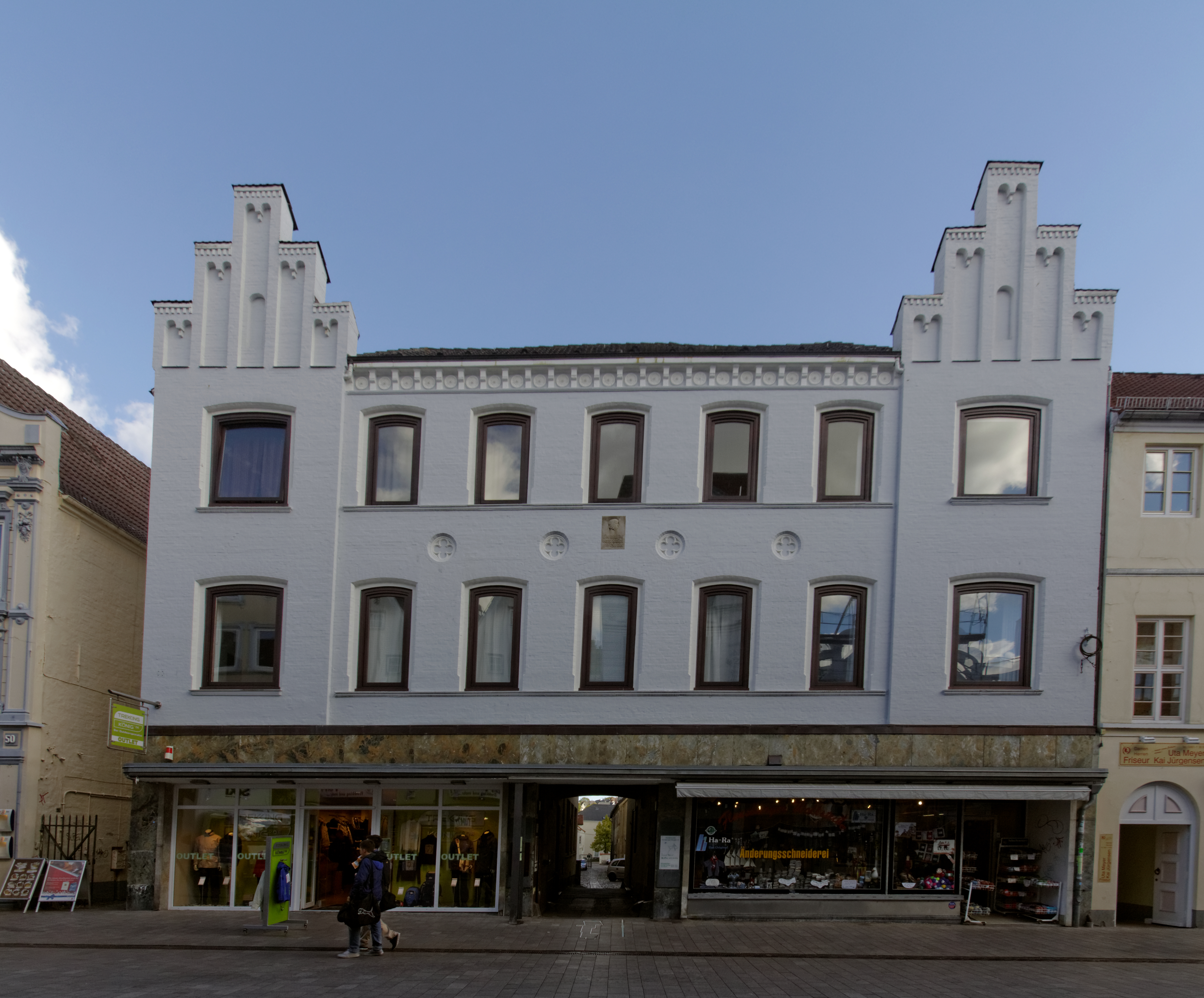
Das Stadthaus Große Straße 48, in dem Große Kurfürst Friedrich Wilhelm im Jahr 1658 nächtigte

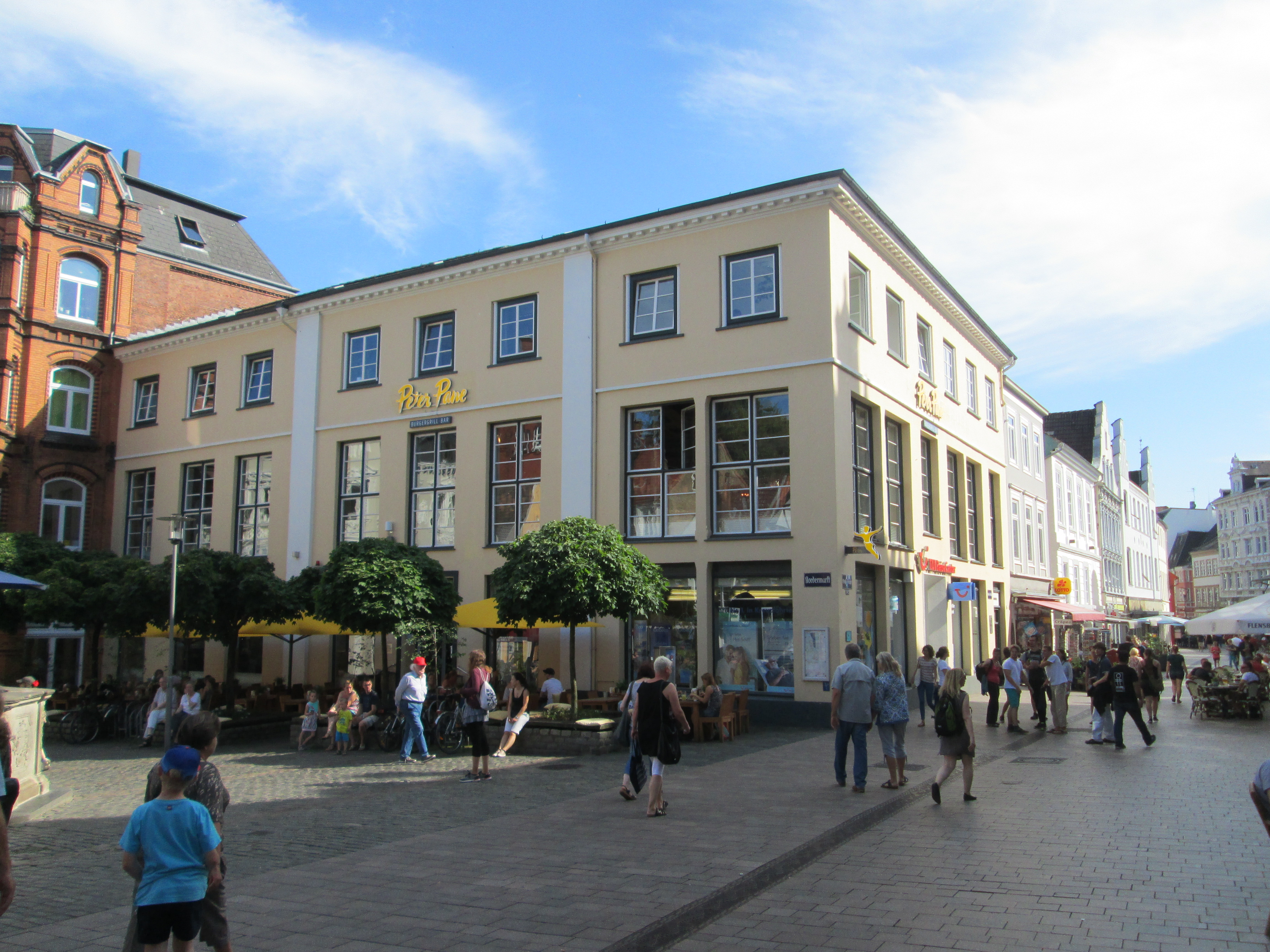
Das alte Hotel Rasch, das heute als Burger-Restaurant dient

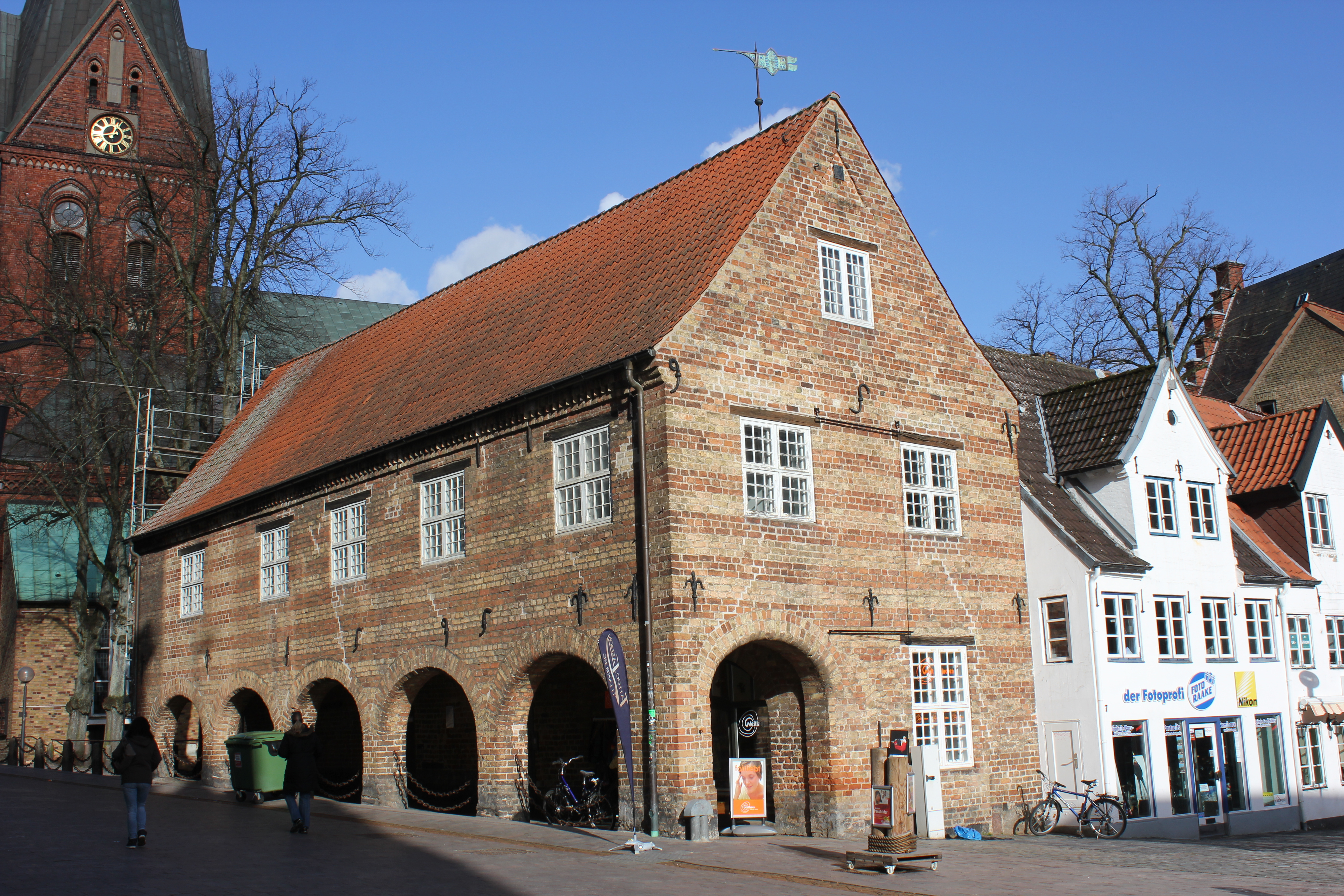
Der Schrangen, unweit der Marienkirche

Der Gesamte Bereich steht seit vielen Jahren immer wieder im Fokus des Denkmalschutzes. Verschiedene von der Tourismus-Agentur Flensburger Förde angebotene Stadtführungen beschäftigen sich heutzutage mit der historischen Bebauung entlang der Großen Straße sowie auch mit den Höfen, die sich der Straße anschließen. In der Straße befinden sich eine ganze Anzahl von Kulturdenkmalen (Vgl. dort). Als historisch und architektonisch bedeutsam gelten insbesondere die folgenden Gebäude und Objekte:
- Große Straße 1: Dort auf dem Thingplatz stand früher das Alte Rathaus der Stadt. Heute befindet sich dort ein Schnellrestaurant.
- Große Straße 2: die Union-Bank, eine im 19. Jahrhundert gegründete Bank. — Dort befand sich der DRK-Suchdienst, kurz nach seiner Gründung in Flensburg.[30][30] — Zum Ende des Zweiten Weltkrieges waren zahlreiche Menschen in das kaum zerstörte Flensburg geflüchtet. Häufig waren Familien nicht vollzählig geflüchtet oder waren während der Flucht auseinandergerissen worden. An Litfaßsäulen, Hauswänden und Laternen in Flensburg hängten einige von ihnen handgeschriebene Zettel aus, auf denen sie ihr Überleben, ihren Verleib in Flensburg erwähnten und Angehörige benannten, die sie suchten.[31] Seit April 1945 begannen spontan verschiedene Freiwillige Informationen über vermisste Menschen zu sammeln.[32][33] Im Mai 1945, als der Krieg schließlich endete[34][30] und im Sonderbereich Mürwik das Dritte Reich unterging,[35][36] gründeten die Wehrmachtsoffiziere Helmut Schelsky und Kurt Wagner,[30] die mit ihren Truppen von Ostpreußen über die Ostsee in die Fördestadt gelangt waren, offenbar ohne irgendeinen offiziellen Auftrag den DRK-Suchdienst.[37] Schelsky und Wagner, die im Übrigen beide NSDAP-Mitglieder waren und zuvor an Bildungseinrichtungen im Sinne des NS-Systems gewirkt hatten,[30] beschafften sich beim Städtischen Wohlfahrtsamt die Listen der registrierten Flüchtlinge.[38] Sie taten sich mit Joachim Leusch von der Seetransport-Leitstelle des Marine-OK Ost und zwei Mitarbeitern der Flüchtlingsleitstelle Kiel zusammen[39] und eröffneten in der Großen Straße ein „DRK, Flüchtlingshilfswerk, Ermittlungsdienst, Zentral Suchkartei“.[40][41] Im September 1945 wurde der Flensburger Suchdienst nach Hamburg verlegt.[42][43] Im Laufe der Jahre bis heute konnte der DRK-Suchdienst, der in Deutschland der älteste und größte seiner Art ist,[44] in Millionen von Fällen helfen.[45]
- Große Straße 4:[46] Dort befand sich um 1914 herum die Flensburger Norddeutsche Zeitung, die dort ihren Depeschenkasten hatte. Ein anderer Depechenkasten befand sich in der Nikolaistraße. Dieser gehörte den Flensburger Nachrichten. Zum Beginn des Ersten Weltkrieges standen dort die Flensburger des nachts, selbst bei strömenden Regen, um die neusten Nachrichten zu erfahren.[47] Die beiden großen Zeitungen hängten in ihren Depechenkästen einlaufende Telegramme auf.[48][49]
- Große Straße 12: ein 1887 errichtetes Gebäude, dass ursprünglich als ein Vergnügungsetablissement mit Wohngebäude namens „Colosseum“ diente. Vorher stand an dessen Stelle ein Renaissance-Giebelhaus aus dem Jahr 1585,[50] von dem im Übrigen zwei Terrakottaplatten im Mauerwerk der Villa Sauermann (Friedrichstraße 41) erhalten blieben.[51] Ab dem 5. Dezember 1896 fanden dort Filmvorführungen statt.[52] — 1853 soll übrigens im Gartenhaus der Gaststätte „Colosseum“ in der Großen Straße die erste richtige Navigationsschule Flensburgs eingerichtet worden sein. Möglicherweise handelt es sich um ebendiese Adresse.[53]
- Große Straße 15-19: ein 1906 erbautes Wohn- und Geschäftshaus.[54] Ein Stolperstein vor dem Haus erinnert an das Schicksal von Heinrich Lazarus. 1937 hatte das Ehepaar Louis und Cora Lazarus in dem Haus eine neue Wohnung bezogen. Diese wurde während der Novemberpogrome 1938 von der Gestapo, auf Grund des jüdischen Hintergrundes der Familie Lazarus, verwüstet. Das Ehepaar Lazarus wurde zusammen mit ihrem Sohn Heinrich, der seine Eltern besuchte, verhaftet. Die Eltern kamen kurz darauf wieder frei, doch der Sohn wurde ins KZ Sachsenhausen gebracht. Nachdem er sich ausreisewillig erklärte, kam er im Dezember 1938 frei, so dass er mit seiner Frau und seinem kleinen Sohn in die Niederlande flüchten konnte. Die Eltern zogen Anfang 1939 zu ihrer Tochter Annie nach Kopenhagen um. Heinrich Lazarus wurde, während der deutschen Besatzung der Niederlande verhaftet, nach Auschwitz verschleppt und im Dezember 1942 ermordet. Heinrichs Frau und sein Sohn konnten untertauchen und wanderten 1948 in die USA aus.[55][56]
- Große Straße 16: Die Löwenapotheke aus dem 18./19. Jahrhundert, die heutzutage als Bankgebäude der Commerzbank dient.[57]
- Große Straße 21/23: Das Flensburger Gewerkschaftshaus in der Großen Straße wurde 1906 als Bankhaus im Stil der Neugotik errichtet. Im Zwerchgiebel drei Kreisblenden, mit Landeswappen Hamburgs sowie dem Flensburger Wappen.[58]
- Große Straße 34: Unter der besagten Adresse soll das Haus des Bürgermeisters Peter Pomerering gestanden haben,[59] weshalb der erhaltene alte Kaufmannshof Große Straße 32/34 hin und wieder als ehemaliger Wohnsitz des Bürgermeisters vorgestellt wird.[60] Möglicherweise ist jedoch die ursprüngliche Adresse Große Straße 34, vor der Neunummerierung im Jahr 1881, gemeint.[61] Des Bürgermeisters Haus soll sich nämlich nach alten Überlieferungen auf der Westseite der Großen Straße befunden haben,[62] zwischen der Rathausstraße und dem Heiligengeistgang.[63] Der streitsüchtige Bürgermeister, der von König Friedrich II. im Amt eingesetzt worden war, war besonders unbeliebt, wovon noch heute verschiedene Sagen berichten.[64] Insbesondere die Hinrichtung der Mette Osthave auf dem Nordermarkt wurde ihm verübelt.[65] Peter Pomerering der deshalb im Jahr 1577 abgesetzt worden war, soll verbittert am 13. Februar 1595 in seinem Haus gestorben sein. Eine Sage behauptete über die Todesumstände: „Als [Peter Pomerering] [...] gegen Weihnachten [...] einen armen Straßenjungen, der ihm beim Ballspielen aus Versehen eine Fensterscheibe eingeworfen hatte, hinrichten ließ, da rotteten sich die Flensburger Bürger zusammen und stürmten das Haus des bösen Bürgermeisters, der, als er keine Rettung mehr sah, sich mit seiner goldenen Mantelschnur erdrosselte.“[66] Seit dieser Zeit soll er der Sage nach im Stadtgraben als Hund herumspuken.[67] — Die heutige Adresse Große Straße 34 ist optisch leicht lokalisierbar. Dort befindet sich die linksalternative Carl-von-Ossietzky-Buchhandlung, benannt nach Carl von Ossietzky,[68] dessen Schriften, wie auch andernorts, 1933 auf der Flensburger Exe verbrannt wurden.[69]
- Große Straße 35: Im 18. Jahrhundert soll unter dieser Adresse der Kaufmann Franz Böckmann gewohnt haben (vgl. dort).[70]
- Große Straße 36 (beziehungsweise Speicherlinie 22a): Wohn- und Geschäftshaus von Alexander Wilhelm Prale aus dem Jahh 1890,[71] an dem sich eine Flensburgwappenvariation als Werbung für eine Spirituose befindet. Das Flensburgwappen wurde im Laufe der Zeit immer wieder variiert und für Werbezwecke genutzt. Eine alte Flensburger Sage beschreibt offensichtlich ein solches „Flaschen-Wappen“. — Nach einer Schlacht des Dänisch-Schwedischen Krieges, welche Dänemark gewonnen hatte, erhielt ein einfacher Soldat aus Flensburg den Befehl, das Schlachtfeld zu bewachen. Als dieser, durstig geworden, in seine Manteltasche griff und eine Flasche mit seinem Wohltrunk herauszog, hörte er plötzlich neben sich die Stimme eines Schweden, dem beide Beine abgeschossen waren und der nun flehentlich um einen Schluck bat. Mitleidig reichte der Flensburger Soldat dem Verwundeten die Flasche. Doch der tückische Schwede ergriff seine Pistole und feuerte sie, in der Hoffnung so die ganze Flasche zu erhalten, ab. Aber der Schuss ging fehl. Der Flensburger Soldat trank daraufhin, die „wohlgefüllte“ Flasche halb aus und reichte sie erst danach wieder dem Sterbenden, mit den Worten: „Da, du Schlingel! Nun kriegst du sie nur halb!“ Als der König davon erfuhr, gab er dem Flensburger Soldaten ein Wappen mit einer halb gefüllten Flasche.[72]
- Große Straße 42/44: Die Gebäude des sogenannten Brasseriehofes[73] stammen aus dem 17. bis 19. Jahrhundert.[74] Der Kaufmannshof wurde in den 1980er Jahren instand gesetzt[75] und seitdem von verschiedenen gastronomischen Betrieben (Brasserien) genutzt.[76] Der Brasseriehof gehört seit seiner Renovierung zu den Foto- und Postkartenmotiven der Fördestadt.[77]
- Große Straße 43: die Heiliggeistkirche, die Hauptkirche der evangelisch-lutherischen Dänischen Kirche in der Stadt.[78]
- Große Straße 48 (beziehungsweise Speicherlinie 12):[79] Stadthaus mit dahinter liegenden Kaufmannshof namens „Stoehrhof“[80][81] oder auch „Dietrich-Nacke-Hof“.[82] Das dreigeschossige Vorderhaus aus dem 16. Jahrhundert erhielt 1852 durch den Architekten Laurits Albert Winstrup eine neugotische Fassade.[83] 1658 nächtigte der Große Kurfürst Friedrich Wilhelm von Brandenburg in dem Gebäude, woran noch eine Tafel am Gebäude erinnert.[84] Das Hofensemble dahinter stammt aus dem 16. Jahrhundert. Dort sollen im 16., 17. und 18. Jahrhundert einige Flensburger Bürgermeister gewohnt haben, unter ihnen Dietrich Nacke,[85] nach dem auch später an einer anderen Stelle der Stadt die Dietrich-Nacke-Straße benannt wurde. Auch der erste königliche Postmeister Diedrich Klöcker erkor den Hof zu seinem Domizil.[86] Der Hof soll in den nächsten Jahren renoviert werden.[87][88]
- Große Straße 54: ein dreigeschossiges Giebelhaus, im Kern auf das 16. Jahrhundert zurückgehend.[89] Ein Stolperstein vor dem Haus erinnert an das Schicksal des Flensburger Kellners Arnold Bastian (Vgl. Liste der Stolpersteine in Flensburg), der in der NS-Zeit wegen seiner Homosexualität auf Basis des § 175a Ziffer 3 StGB zweifach, mit einem Abstand von drei Jahren, verurteilt wurde. Am 17. Februar 1945 verstarb er im Zuchthaus Hameln im Alter von 36 Jahren.[90]
- Große Straße 56: Das alte Hotel Rasch[91] das heute als Burger-Restaurant Peter Pane dient,[92][93] liegt direkt zum Nordermarkt hin.[94] Das Hotel Rasch beherbergte im 19. Jahrhundert einige bekannte Gäste: Hans Christian Andersen (mehrfach auf seinen Reisen in den Jahren 1651–1663), Theodor Fontane (im Mai und September 1864 während seiner Reise nach Dänemark und Schleswig-Holstein) und (ebenfalls im Jahr 1864)[95] offenbar auch König Christian IX. von Dänemark, der Stammvater der heutigen Glücksburger Linie auf dem dänischen Thron sowie der Schlachtenmaler Wilhelm Camphausen (im April 1864).[96] An die ersten beiden Gäste erinnert heute jeweils eine angebrachte Tafel am Gebäude.[97] An die ehemalige Besitzerin des Hotels erinnert heute die Marie-Rasch-Straße.
- Große Straße 58: Der Schrangen, ein zweigeschossiger Backsteinbau mit rundbögigen Arkaden aus dem Jahr 1595.[98]
- Große Straße 65: Die Fassade des Gebäudes stammt aus dem 18. Jahrhundert. In dem Gebäude befand sich ursprünglich die Gaststätte Zur Börse. Im Jahr 1995 wurde dort ein Neubau errichtet, wobei die alte Fassade mit integriert wurde.[99]
- Große Straße 67: ein viergeschossiges Wohn- und Geschäftshaus von 1899. Oberhalb, auf der rechten Seite schmückt eine vollplastische Figur die Fassade,[100] die nicht William Shakespeare darstellt, auch wenn in jüngerer Zeit dort zeitweise im Obergeschoss das Restaurant Shakespeare's ansässig war,[101] sondern einen Landsknecht.[102]
- Große Straße 69: Das Vorderhaus des Kaufmannshofs ist im Kern aus dem 16. Jahrhundert. Das große Anwesen gehörte im 19. Jahrhundert dem Vater von Heinrich Harries, der im Jahr 1790 ein „Lied für den dänischen Unterthan, an seines Königs Geburtstag zu singen in der Melodie des englischen Volksliedes: God save great George the King“ veröffentlichte, welches später in der textlich überarbeiteten Fassung: Heil dir im Siegerkranz zur „preußischen Nationalhymne“ avancierte.[103] — Ein Stolperstein vor dem Wohnhaus erinnert an das Schicksal der Flensburger Bürgerin Margarete Hirsch, die in der NS-Zeit nach Minsk deportiert und ermordet wurde.[104] Die restliche Hofbebauung stammt aus dem 16. bis 19. Jahrhundert.[105] In den ersten 2000er Jahren erhielt der hintere, rechte Speicher den äußerst modernen Namen: „Medienspeicher“. Dort hatte sich ein großes Internetcafé einquartiert.[106]
- Große Straße 73: Im Vorderhaus aus dem 17. Jahrhundert[107] bewirtet seit Jahrzehnten „Das kleine Restaurant“ seine Gäste. Im dahinter liegenden Hof soll sich früher eine Goldschmiede befunden haben. 2017 begannen dort Renovierungsarbeiten.[108][109]
- Große Straße 75: Das Haus stammt aus dem 17. Jahrhundert,[110] doch offenbar wurde damals der Dachstuhl von einem anderen Haus, möglicherweise dem Vorgängerbau der an dieser Stelle stand, wiederverwendet. Das Eichenholz des Dachstuhls soll nämlich, wie spätere wissenschaftliche Analysen ergaben, ursprünglich ziemlich exakt im Jahr 1431 verbaut worden sein. Es handelt sich somit um das älteste Dach der Stadt.[111]
- Große Straße 77: Kaufmannshaus Hansen aus dem 19. Jahrhundert nach Entwürfen des Architekten Johannes Otzen im Stil der Hannoverschen Neugotik. Dort findet alljährlich, zu Beginn der Adventszeit, dass Weihnachtsmann-Wecken statt. Das Haus liegt schon dicht am Nordermarkt. — Hinter dem Gebäude liegt der „Neptunhof“.[112] Dort befindet sich auch der kleinere Kleine Neptun-Brunnen, einer von vielen Brunnen Flensburgs.[113] Der größere, ältere Neptunbrunnen steht direkt auf dem Nordermarkt.
- Große Straße 79: Das Wohn- und Geschäftshaus wurde 1895 von einem Bäckermeister errichtet, der seinen Laden im Erdgeschoss hatte. Seit dieser Zeit blickt die am Haus angebrachte vollplastische Figur des Bächerjungen auf die vorbeilaufenden Fußgänger herab.[114] Das Haus liegt schon am Nodermarkt.

Die folgenden Gebäude liegen nicht direkt an der Großen Straße sind, aber über die dortigen Höfe gut erreichbar: die Polizeidirektion Flensburg (mit dem sogenannten Dönitz-Hof), der Westindienspeicher, die Marienkirche, die Gaststätte Porticus in Marienstraße Nr. 1 (im Grunde ein Eckhaus zur Großen Straße) sowie das Eckener Haus.